# Springbrook (Iowa)
Springbrook – miasto w Stanach Zjednoczonych, w stanie Iowa, w hrabstwie Jackson. W 2000 roku liczyło 182 mieszkańców.